# Östl. Haumösli
L'area di Östl. Haumösli è una palude bassa e area protetta della Svizzera, situata nel Canton Appenzello Esterno. Dal 1994 fa parte dell'Inventario federale delle paludi d'importanza nazionale.

## Descrizione
La zona è situata a 950 m.s.l.m. nel comune di Urnäsch, a est del centro della cittadina. La vegetazione comprende paludi basifile e acidofile a piccole carici, prati umidi e paludi di transizione. Sono anche presenti siepi, formazioni boschive, costruzioni e vie di comunicazione.
Nelle vicinanze dell'area si trovano anche terreni a coltivazione estensiva e intensiva, brughiere, formazioni boschive, foreste, specchi e corsi d'acqua e stazioni sorgentifere.